# Jan Smit

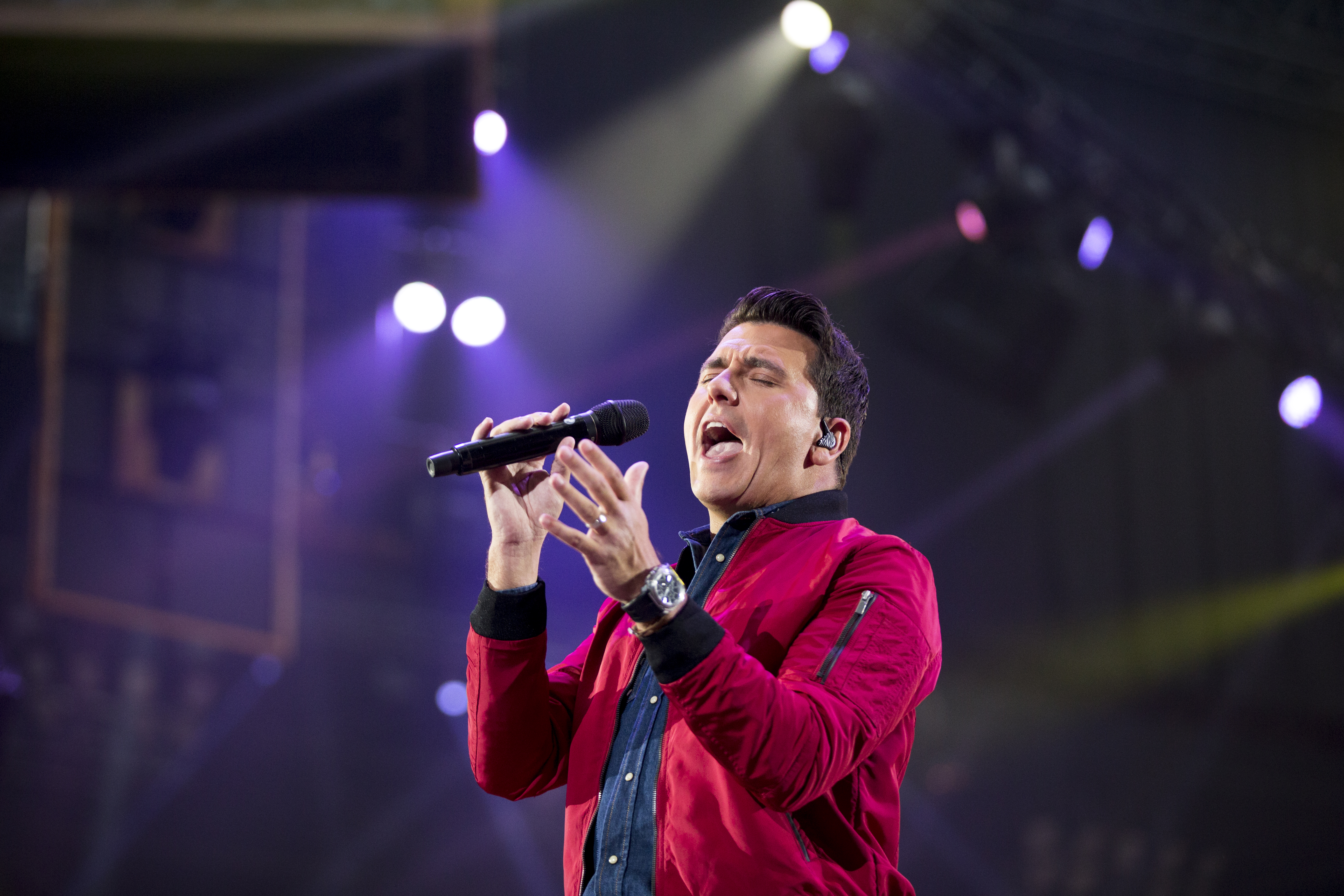
Jan Smit (2017)

Johannes Hendricus Maria „Jan“ Smit (* 31. Dezember 1985 in Volendam/Edam-Volendam, Nordholland) ist ein niederländischer Sänger. Von 2015 bis 2018 war er Teil des deutschen Schlagertrios Klubbb3. Er moderierte gemeinsam mit Chantal Janzen, Edsilia Rombley und Nikkie de Jager den Eurovision Song Contest 2021 in Rotterdam.

## Wirken
Jan Smit wurde 1997 landesweit durch seinen Nummer-1-Hit Ik zing dit lied voor jou alleen („Ich singe dieses Lied für dich allein“) bekannt, einer Coverversion des Andrea-Jürgens-Titels Ich zeige dir mein Paradies, damals noch unter dem Namen Jantje Smit. Außer in den Niederlanden ist Jan Smit auch in Deutschland, Österreich, Schweiz, Belgien und Frankreich erfolgreich. In Deutschland wurden mittlerweile elf Alben herausgebracht. Im Jahre 2001 empfing Smit den Exportpreis als bestverkaufender niederländischer Akteur im Ausland. In den Niederlanden erhielt er mehrere Preise, unter anderem den Gouden Televizier-Ring für seine eigene Real-Life-Soap, die auch in Deutschland zu sehen ist. Zurzeit läuft die zweite Serie der Soap Gewoon Jan Smit („Einfach Jan Smit“). Er eröffnete am 16. März 2006 sein eigenes Modegeschäft in Volendam mit dem Namen J-Style, das er jedoch mangels Umsatzes im Jahre 2011 wieder schloss.
Seine frühen Werke erinnern stilistisch an die von Heintje, seine heutigen hingegen eher an die von Roger Whittaker.
Der Song zur Fußballweltmeisterschaft 2014 für die niederländische Nationalmannschaft ist von ihm.
2015 gründete er mit Florian Silbereisen und Christoff De Bolle die Band Klubbb3. Am 28. Juni 2015 starb sein Manager Jaap Buijs. Im Februar 2017 wurde Smit auch Mitglied der Band De Toppers.
2020 sollte Smit den Eurovision Song Contest gemeinsam mit Chantal Janzen und Edsilia Rombley moderieren. Am 18. März 2020 wurde der Wettbewerb wegen der COVID-19-Pandemie abgesagt. Dafür moderierte Jan Smit die ESC-Ersatzshow Europe Shine A Light am 16. Mai 2020 in Hilversum und zwischen dem 18. und 22. Mai 2021 die um ein Jahr verschobene Veranstaltung in Rotterdam.
Vom 1. Juli 2022 bis zum 30. November 2023 war er Präsident des Fußballvereins FC Volendam. Die Entlassung wurde mit schlechter Arbeit und Schlamperei begründet. Er wurde gemeinsam mit der gesamten sportlichen Leitung nach einer sportlich mäßig verlaufenden Hinrunde gefeuert.

## Diskografie
Studioalben

| Jahr | Titel                                                                                         | Höchstplatzierung, Gesamtwochen, AuszeichnungChartplatzierungen (Jahr, Titel, Platzierungen, Wochen, Auszeichnungen, Anmerkungen) | Höchstplatzierung, Gesamtwochen, AuszeichnungChartplatzierungen (Jahr, Titel, Platzierungen, Wochen, Auszeichnungen, Anmerkungen) | Höchstplatzierung, Gesamtwochen, AuszeichnungChartplatzierungen (Jahr, Titel, Platzierungen, Wochen, Auszeichnungen, Anmerkungen) | Höchstplatzierung, Gesamtwochen, AuszeichnungChartplatzierungen (Jahr, Titel, Platzierungen, Wochen, Auszeichnungen, Anmerkungen) | Höchstplatzierung, Gesamtwochen, AuszeichnungChartplatzierungen (Jahr, Titel, Platzierungen, Wochen, Auszeichnungen, Anmerkungen) | Anmerkungen                                                                                       |
| Jahr | Titel                                                                                         | DE | AT | CH | NL | BEF | Anmerkungen                                                                                       |
| ---- | --------------------------------------------------------------------------------------------- | --- | --- | --- | --- | --- | ------------------------------------------------------------------------------------------------- |
| 1997 | Ich sing das Lied für dich allein (deutsch) Ik zing dit lied voor jou alleen (niederländisch) | — | — | — | NL1 (41 Wo.)NL | BEF1 (22 Wo.)BEF | Erstveröffentlichung: 26. April 1997                                                              |
| 1997 | Weihnachten mit Jantje Smit (deutsch) Kerstmis met Jantje Smit (niederländisch)               | — | AT37 (3 Wo.)AT | — | NL4 Gold · (7 Wo.)NL | BEF18 (8 Wo.)BEF | Erstveröffentlichung: 15. November 1997                                                           |
| 1998 | Het land van mijn dromen                                                                      | — | — | — | NL2 (22 Wo.)NL | BEF31 (7 Wo.)BEF | Erstveröffentlichung: 16. Mai 1998                                                                |
| 1999 | Jante Smit: Jeder braucht ein bisschen Glück (deutsch) Jantje Smit (niederländisch)           | DE— GoldDE | AT47 (4 Wo.)AT | — | NL7 (15 Wo.)NL | BEF44 (2 Wo.)BEF | Erstveröffentlichung: 17. April 1999 Verkäufe: + 250.000                                          |
| 2000 | 2000                                                                                          | — | — | — | NL32 (7 Wo.)NL | — | Erstveröffentlichung: 20. Mai 2000                                                                |
| 2000 | Ein bisschen Liebe                                                                            | DE10 Gold · (20 Wo.)DE | AT4 Gold · (21 Wo.)AT | CH30 (20 Wo.)CH | — | — | Erstveröffentlichung: 3. September 2000 Verkäufe: + 175.000                                       |
| 2001 | Sing und lach mit mir (deutsch) Zing en lach (niederländisch)                                 | DE22 (9 Wo.)DE | AT21 (8 Wo.)AT | CH48 (6 Wo.)CH | NL33 (8 Wo.)NL | — | Erstveröffentlichung: 22. September 2001                                                          |
| 2002 | Hallo Engel                                                                                   | DE35 (5 Wo.)DE | AT15 (10 Wo.)AT | — | — | — | Erstveröffentlichung: 1. September 2002                                                           |
| 2002 | Zonder jou                                                                                    | — | — | — | NL40 (8 Wo.)NL | — | Erstveröffentlichung: 7. September 2002                                                           |
| 2003 | Op eigen benen                                                                                | — | — | — | NL45 (15 Wo.)NL | — | Erstveröffentlichung: 20. September 2003                                                          |
| 2003 | Für alle                                                                                      | DE74 (1 Wo.)DE | AT35 (5 Wo.)AT | — | — | — | Erstveröffentlichung: 21. September 2003                                                          |
| 2004 | Bewegend                                                                                      | DE86 (1 Wo.)DE | AT58 (1 Wo.)AT | — | — | — | Erstveröffentlichung: 17. Oktober 2004                                                            |
| 2005 | JanSmit.com                                                                                   | — | — | — | NL1 ×3Dreifachplatin · (105 Wo.)NL                                                                                                | BEF22 (50 Wo.)BEF | Erstveröffentlichung: 16. April 2005                                                              |
| 2006 | Op weg naar geluk                                                                             | — | — | — | NL1 Platin · (101 Wo.)NL | BEF12 (51 Wo.)BEF | Erstveröffentlichung: 9. September 2006                                                           |
| 2006 | Jan Smit                                                                                      | — | — | — | — | — | Erstveröffentlichung: 15. September 2006 deutschsprachiges Versionen von Liedern vorheriger Alben |
| 2008 | Stilte in de storm                                                                            | — | — | — | NL1 ×2Doppelplatin · (61 Wo.)NL                                                                                                   | BEF5 (20 Wo.)BEF | Erstveröffentlichung: 23. August 2008                                                             |
| 2010 | Leef                                                                                          | — | — | — | NL1 Platin · (58 Wo.)NL | BEF25 (10 Wo.)BEF | Erstveröffentlichung: 20. März 2010                                                               |
| 2012 | Vrienden                                                                                      | — | — | — | NL1 Platin · (48 Wo.)NL | BEF1 Gold · (51 Wo.)BEF | Erstveröffentlichung: 10. August 2012                                                             |
| 2013 | Ich bin da                                                                                    | DE42 (1 Wo.)DE | AT19 (2 Wo.)AT | — | NL13 (6 Wo.)NL | BEF64 (14 Wo.)BEF | Erstveröffentlichung: 28. Juni 2013                                                               |
| 2014 | Jij & ik                                                                                      | — | — | — | NL1 Platin · (29 Wo.)NL | BEF7 (29 Wo.)BEF | Erstveröffentlichung: August 2014                                                                 |
| 2015 | Kerst voor iedereen                                                                           | — | — | — | NL4 Platin · (8 Wo.)NL | BEF13 (9 Wo.)BEF | Erstveröffentlichung: 6. November 2015                                                            |
| 2016 | 20                                                                                            | — | — | — | NL1 Platin · (17 Wo.)NL | BEF5 (33 Wo.)BEF | Erstveröffentlichung: 16. September 2016                                                          |
| 2018 | Met andere woorden                                                                            | — | — | — | NL1 Gold · (15 Wo.)NL | BEF2 (14 Wo.)BEF | Erstveröffentlichung: 21. September 2018                                                          |
| 2022 | Boven Jan                                                                                     | — | — | — | NL1 Gold · (4 Wo.)NL | BEF2 (9 Wo.)BEF | Erstveröffentlichung: 28. Oktober 2022                                                            |
| 2024 | De mooiste tijd van ’t jaar                                                                   | — | — | — | NL4 (5 Wo.)NL | BEF31 (5 Wo.)BEF | Erstveröffentlichung: 22. November 2024                                                           |

## Filmografie
- 2012: Der Blitzangriff – Rotterdam 1940
- 2017: Das Traumschiff: Tansania

## Soziales Engagement
Im Rahmen seines sozialen Engagements engagierte sich Jan Smit 2013 als erster niederländischer Sänger seiner Altersgruppe grenzüberschreitend für die Deutsche Krebshilfe in der ZDF-Benefiz-Gala Willkommen bei Carmen Nebel, bei der ein Spendenaufkommen von über 2,6 Millionen Euro erzielt wurde. Smit trat dabei im Duett mit der in der Bundesrepublik lebenden irisch-amerikanischen Sängerin Maite Kelly auf, die als Botschafterin der Krebshilfe wirkt.